# 三浦昭
三浦 昭（みうら あきら、1930年（昭和5年）9月19日 - 2018年（平成30年）9月11日）は日本の実業家。三菱化学代表取締役社長や、同社代表取締役会長、三菱化学生命科学研究所代表取締役社長、日本知的財産協会会長などを務めた。

## 来歴・人物
山形県出身。旧制山形高等学校を経て、1953年東北大学工学部卒業。1955年、同大学院を修了。三菱石油に入社し、1956年、三菱油化に転じた。
その後、三菱油化代表取締役社長を務め、1994年の三菱化成との合併を実現した。合併後の三菱化学代表取締役社長や、同社代表取締役会長、相談役、特別顧問を歴任した。2004年安全工学会玉置功労賞受賞。